# Christian Lademann
Christian Lademann (* 30. Oktober 1975 in Blankenburg (Harz)) ist ein ehemaliger deutscher Radrennfahrer.

## Sportliche Laufbahn
Christian Lademann war von Beginn der 1990er Jahre bis 2008 als Radsportler auf Bahn und Straße aktiv. Er begann mit dem Radsport im Verein SC Dynamo Berlin bei seinem Trainer Detlef Hirsch. 1994 hatte er seinen ersten großen internationalen Erfolg mit dem Gewinn der Tunesien-Rundfahrt. 1996 wurde er erstmals deutscher Meister, gemeinsam mit Robert Bartko, Guido Fulst und Heiko Szonn in der Mannschaftsverfolgung. 1998 errang er bei den Bahn-Weltmeisterschaften in Bordeaux Silber in der Mannschaftsverfolgung, mit Guido Fulst, Robert Bartko und Daniel Becke, und im Jahr darauf, bei der Bahn-WM vor heimischem Publikum im Berliner Velodrom, die Goldmedaille in derselben Disziplin, gemeinsam mit Bartko, Fulst, Szonn, Olaf Pollack und Jens Lehmann (insgesamt waren in den einzelnen Runden sechs deutsche Fahrer am Start). Im Laufe seiner Karriere stand er mehrfach bei deutschen Bahnmeisterschaften auf dem Podium.
2000 sowie 2001 fuhr Lademann für das Radsportteam Agro-Adler Brandenburg, für das er zwei Etappen bei der Chile-Rundfahrt und jeweils ein Teilstück der Argentinien- und Niedersachsen-Rundfahrt gewann. 2001 gewann er die Brandenburg-Rundfahrt, sicherte sich eine Etappe der Internationalen Friedensfahrt und wurde mit Mathias Kahl deutscher Meister im Zweier-Mannschaftsfahren. Lademann bestritt 42 Sechstagerennen; 2008 belegte er in Berlin gemeinsam mit Alexander Aeschbach Platz drei.
Bei den Olympischen Sommerspielen 2004 in Athen belegte Lademann gemeinsam mit dem deutschen Bahnvierer mit Bartko, Fulst und Leif Lampater in der Mannschaftsverfolgung Rang vier; in der Einerverfolgung wurde er Elfter. Von 2005 bis 2008 stand er bei dem deutschen Continental Team Sparkasse unter Vertrag.

### Doping
2009 wurde eine Probe von Lademann aus dem Jahr 2007 aufgrund neuer Analysemethoden positiv auf EPO getestet. Lademann verzichtete auf die Öffnung der B-Probe, da er inzwischen seine aktive Laufbahn beendet hatte.

## Berufliches
Ab 2009 arbeitete Lademann als Produktmanager beim Fahrradreifenhersteller Ralf Bohle.

## Erfolge

### Straße
1994
- Gesamtwertung und zwei Etappen Tunesien-Rundfahrt

1998
- eine Etappe Kroatien-Rundfahrt

1999
- eine Etappe Rheinland-Pfalz-Rundfahrt

2000
- eine Etappe Argentinien-Rundfahrt
- zwei Etappen Chile-Rundfahrt
- eine Etappe Niedersachsen-Rundfahrt

2001
- eine Etappe Friedensfahrt

### Bahn
1995
- Weltcup in Manchester – Mannschaftsverfolgung (mit Ronny Lauke, Thorsten Rund und Heiko Szonn)

1996
- Deutscher Meister – Mannschaftsverfolgung (mit Robert Bartko, Guido Fulst und Heiko Szonn)

1998
- Weltmeisterschaft – Mannschaftsverfolgung (mit Robert Bartko, Daniel Becke und Guido Fulst)
- Weltcup in Berlin – Mannschaftsverfolgung (mit Robert Bartko, Daniel Becke und Guido Fulst)

1999
- Weltmeister – Mannschaftsverfolgung (mit Robert Bartko, Daniel Becke, Guido Fulst, Jens Lehmann und Olaf Pollack)

2001
- Deutscher Meister – Zweier-Mannschaftsfahren (mit Mathias Kahl)